# Estádio Municipal Massami Uriu
O Estádio Municipal Massami Uriu, conhecido como Gigante do Norte, é um estádio de futebol localizado na cidade de Sinop, no estado de Mato Grosso, tem capacidade para 13.000 pessoas.